# Gouvernement Echeverría
Cet article présente la composition du gouvernement mexicain sous le président Luis Echeverría, il est l'ensemble des secrétaires du gouvernement républicain du Mexique. Il est ici présenté dans l'ordre protocolaire. Actuellement les membres du gouvernement exécutif du Mexique ne prennent pas le titre de ministre mais celui de secrétaire.

## Liste des secrétaires
| - Secrétaire des Relations Extérieures du Mexique - (1970 - 1975) : Emilio Ó. Rabasa - (1975 - 1976) : Alfonso García Robles - Secrétaire du Gouvernement du Mexique - (1970 - 1976) : Mario Moya Palencia - Secrétaire de l'Agriculture et du Bétail du Mexique - (1970 - 1974) : Manuel Bernardo Aguirre - (1974 - 1976) : Óscar Brauer Herrera - Secrétaire des Communications et des Transports du Mexique - (1970 - 1976) : Eugenio Méndez Docurro - Secrétaire de la Défense Nationale du Mexique - (1970 - 1976) : Hermenegildo Cuenca Díaz - Secrétaire de l'Éducation Publique du Mexique - (1970 - 1976) : Víctor Bravo Ahúja - Secrétaire des Finances et du Crédit Public du Mexique - (1970 - 1973) : Hugo B. Margáin - (1973 - 1975) : José López Portillo - (1975 - 1976) : Mario Ramón Beteta - Secrétaire de l'Industrie et du Commerce du Mexique - (1970 - 1974) : Carlos Torres Manzo - (1974 - 1976) : José Campillo Sainz - Secrétaire de la Marine du Mexique - (1970 - 1976) : Luis M. Bravo Carrera - Secrétaire des Œuvres Publiques du Mexique - (1970 - 1976) : Luis Enrique Bracamontes - Secrétaire du Patrimoine National du Mexique - (1970 - 1975) : Horacio Flores de la Peña - (1975 - 1976) : Francisco Javier Alejo | - Secrétaire des Ressources Hydrauliques du Mexique - (1970 - 1976) : Leandro Rovirosa Wade - (1976 - 1976) : Luis Robles Linares - Secrétaire de la Salubrité et de l'Assistance du Mexique - (1970 - 1975) : Jorge Jiménez Cantú - (1975 - 1976) : Ginés Navarro Díaz de León - Secrétaire du Travail et de la Prévision Sociale du Mexique - (1970 - 1972) : Rafael Hernández Ochoa - (1972 - 1975) : Porfirio Muñoz Ledo - (1975 - 1976) : Carlos Gálvez Betancourt - Secrétaire de la Présidence du Mexique - (1970 - 1975) : Hugo Cervantes del Río - (1975 - 1976) : Ignacio Ovalle Fernández - Secrétaire du Tourisme du Mexique - (1975 - 1976) : Julio Hirschfeld Almada - Secrétaire de la Réforme Agraire du Mexique - (1970 - 1975) : Augusto Gómez Villanueva - (1975 - 1976) : Félix Barra García - Procureur général de la République du Mexique - (1970 - 1971) : Julio Sánchez Vargas - (1971 - 1976) : Pedro Ojeda Paullada - Département du District Fédéral du Mexique - (1970 - 1971) : Alfonso Martínez Domínguez - (1971 - 1976) : Octavio Sentíes Gómez |